# 塔卡霍 (紐約州村)
塔卡霍（英語：Tuckahoe）是位於美國紐約州西徹斯特縣的村。

## 人口
根據2020年美國人口普查的數據，塔卡霍的面積為1.56平方千米，皆為陸地。當地共有人口7084人，而人口密度為每平方千米4,541人。